# Chemnitz Arena

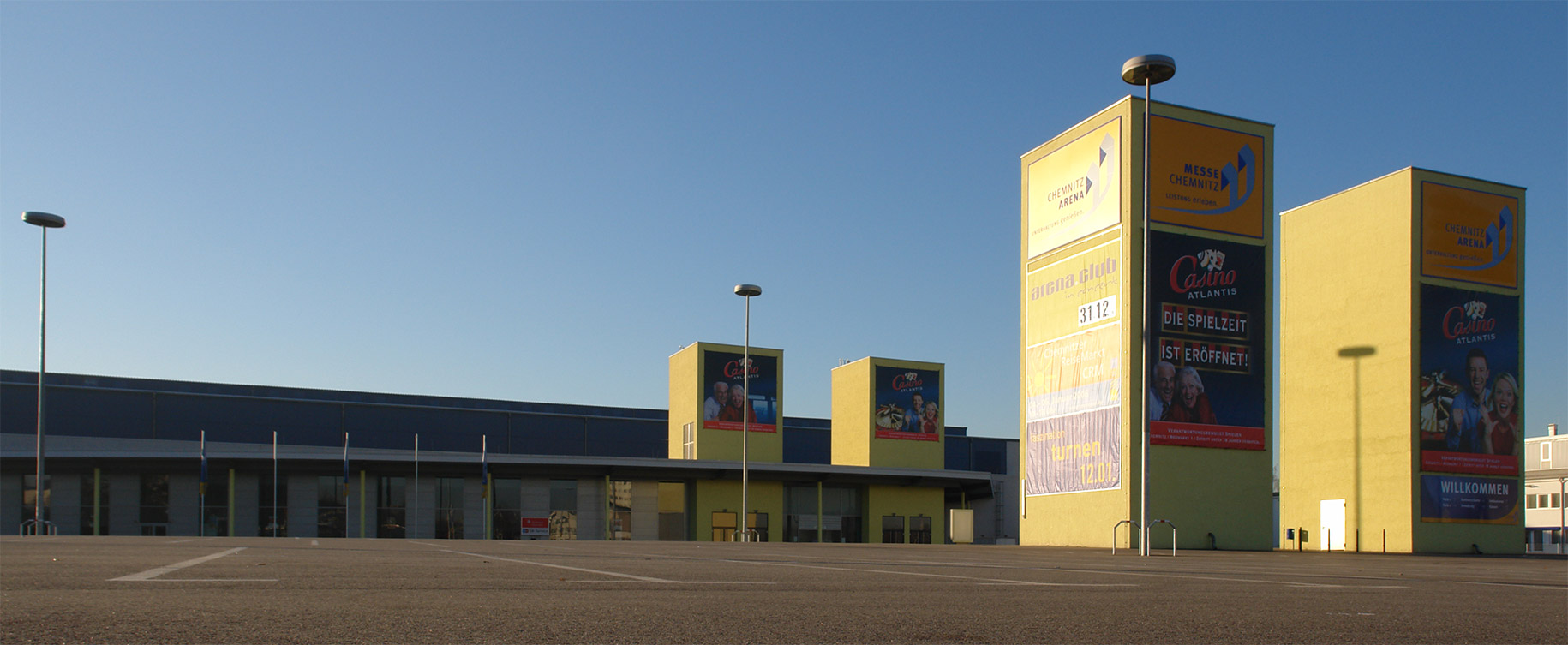
Eingangsbereich mit den historischen Türmen zum Testen von Flugzeugmotoren (Dezember 2007)

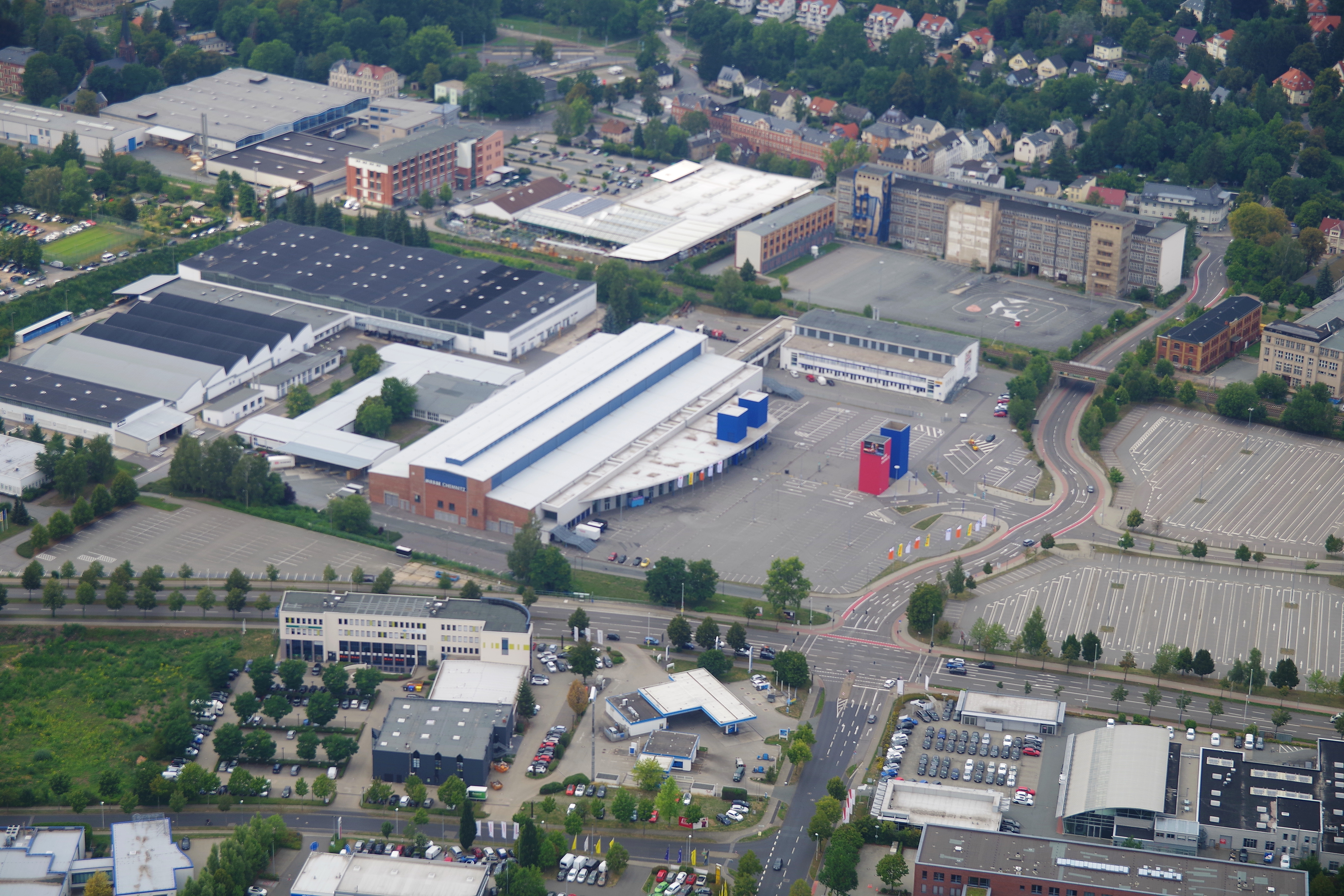
Luftaufnahme der Chemnitz Arena (August 2019)

Die Chemnitz Arena ist eine Multifunktionshalle in der sächsischen Großstadt Chemnitz. Sie wird für Sportwettkämpfe, Konzerte, Großveranstaltungen, Messen und Kongresse genutzt. Sie wurde durch Umbau der 1959 erbauten Produktionshalle für Flugzeugmotoren auf dem Gelände der ehemaligen Wanderer-Werke Anfang 2003 vom damalige Bundesverkehrsminister Manfred Stolpe eröffnet. Der Umbau kostete 30 Mio. Euro. Der Bauherr war die TLG Immobilien GmbH, die es an die EMC (Event- und Messegesellschaft Chemnitz) vermietet hat.

## Lage
Sie liegt an der Neefestraße (B 173) und ist über die Autobahnen A 72 (Chemnitz Süd) und A 4 (Chemnitz Mitte) zu erreichen. Es besteht auch ein direkter Anschluss an der Eisenbahnstrecke Chemnitz-Glauchau (Hp. Chemnitz-Schönau).
An Veranstaltungstagen verkehrt die Buslinie M1 der CVAG zwischen Messegelände und dem Chemnitzer Hauptbahnhof.

## Bauliche Daten
Die Halle besitzt eine flexible und leicht zu variierende Ausstattung. Dazu zählen auch die bestuhlten Mobiltribünen.
Die Kapazitäten betragen für
- Messen: 11000 m² Fläche in 2 Hallen und 8000 m² im Freigelände.
- Sport-Wettkämpfe je nach Größe der Spielfläche: 3.000 bis 7000 Sitzplätze.
- Konzerte: 7000 Sitzplätze bis 13.000 Stehplätze

Für Besucher stehen 2400 Parkplätze zur Verfügung.
Vor der Messehalle befinden sich noch 2 der ehemals 4 Prüftürme für Flugzeugmotoren, die 1959 errichtet wurden, um die Bevölkerung vor Lärm zu schützen.

## Nutzer

### Sport
2017 wurde die Chemnitz Arena erstmals durch den Basketballverein Niners Chemnitz genutzt. Zur Saison 2019/20 zog der Club von der Richard-Hartmann-Halle in die größere Arena um. Darüber hinaus dient die Halle als Austragungsort für folgende Veranstaltungen: Supercross-Event, Freestyle Motocross WorldCup, Deutschlands größtes Hallen-Beachvolleyball-Turnier, Hallenradsport-WM, Eisshows z. B. von Katarina Witt.

### Veranstaltungen
In der Halle finden neben regionalen Ausstellungen der seit 2003 jährlich stattfindenden Chemnitzer Messe auch kulturelle Veranstaltungen, wie z. B.  Konzerte oder Musicals statt. Darüber hinaus werden politische Veranstaltungen, wie Landesparteitage durchgeführt.